# Jitia
Jitia es una comuna ubicada en el distrito de Vrancea, Rumania.

## Superficie
Posee una superficie de 45,68 kilómetros cuadrados.

## Demografía
Hasta 2021 la población era de 1443 habitantes, con una densidad de población de 31,59 habitantes por kilómetro cuadrado.